# Fußball-Weltmeisterschaft 2010/Paraguay

## Qualifikation
Die Mannschaft qualifizierte sich über die Qualifikationsspiele des südamerikanischen Fußballverbandes CONMEBOL für die Weltmeisterschaft in Südafrika.
Alle zehn Mannschaften, die dem südamerikanischen Verband CONMEBOL angehörten, spielten in einer einzigen Gruppenphase mit Hin- und Rückspiel gegeneinander, wobei sich insgesamt 18 Begegnungen ergaben. Die vier bestplatzierten Teams qualifizierten sich direkt für die Endrunde der Weltmeisterschaft 2010, wobei der Fünftplatzierte sich gegen den Viertplatzierten aus der CONCACAF-Qualifikation um einen Endrundenplatz messen musste. Paraguay stieg als Gruppendritter direkt in die Endrunde auf.

### Gruppenphase
13. Oktober 2007:
Peru – Paraguay 0:0
17. Oktober 2007:
Paraguay – Uruguay 1:0 (1:0)
17. November 2007:
Paraguay – Ecuador 5:1 (2:0)
21. November 2007:
Chile – Paraguay 0:3 (0:2)
15. Juni 2008:
Paraguay – Brasilien 2:0 (1:0)
18. Juni 2008:
Bolivien – Paraguay 4:2 (2:0)
6. September 2008:
Argentinien – Paraguay 1:1 (0:1)
9. September 2008:
Paraguay – Venezuela 2:0 (2:0)
11. Oktober 2008:
Kolumbien – Paraguay 0:1 (0:1)
15. Oktober 2008:
Paraguay – Peru 1:0 (0:0)
28. März 2009:
Uruguay – Paraguay 2:0 (1:0)
1. April 2009:
Ecuador – Paraguay 1:1 (0:0)
6. Juni 2009:
Paraguay – Chile 0:2 (0:1)
10. Juni 2009:
Brasilien – Paraguay 2:1 (1:1)
5. September 2009:
Paraguay – Bolivien 1:0 (1:0)
9. September 2009:
Paraguay – Argentinien 1:0 (1:0)
10. Oktober 2009:
Venezuela – Paraguay 1:2 (0:0)
14. Oktober 2009:
Paraguay – Kolumbien 0:2 (0:0)

## Paraguayisches Aufgebot
| Nr.               | Name                | Verein vor WM-Beginn   | Geburtstag | Spiele   | Tore     |          |          |          |          |
| Torhüter          | Torhüter            | Torhüter               | Torhüter   | Torhüter | Torhüter | Torhüter | Torhüter | Torhüter | Torhüter |
| ----------------- | ------------------- | ---------------------- | ---------- | -------- | -------- | -------- | -------- | -------- | -------- |
| 1                 | Justo Villar        | Real Valladolid        | 30.06.1977 | 5        | 0        | 0        | 0        | 0        |          |
| 12                | Diego Barreto       | Club Cerro Porteño     | 16.07.1981 | 0        | 0        | 0        | 0        | 0        |          |
| 22                | Aldo Bobadilla      | Independiente Medellín | 20.04.1976 | 0        | 0        | 0        | 0        | 0        |          |
| Abwehrspieler     |                     |                        |            |          |          |          |          |          |          |
| 2                 | Darío Verón         | UNAM Pumas             | 26.07.1979 | 1        | 0        | 0        | 0        | 0        |          |
| 3                 | Claudio Morel       | Boca Juniors           | 02.02.1978 | 5        | 0        | 1        | 0        | 0        |          |
| 4                 | Denis Caniza        | Club León              | 29.08.1974 | 1        | 0        | 0        | 0        | 0        |          |
| 5                 | Julio César Cáceres | Atlético Mineiro       | 05.10.1979 | 2        | 0        | 1        | 0        | 0        |          |
| 14                | Paulo da Silva      | AFC Sunderland         | 01.02.1980 | 5        | 0        | 0        | 0        | 0        |          |
| 17                | Aureliano Torres    | CA San Lorenzo         | 16.06.1982 | 2        | 0        | 0        | 0        | 0        |          |
| 21                | Antolín Alcaraz     | FC Brügge              | 30.07.1982 | 4        | 1        | 1        | 0        | 0        |          |
| Mittelfeldspieler |                     |                        |            |          |          |          |          |          |          |
| 6                 | Carlos Bonet        | Club Olimpia           | 02.10.1977 | 3        | 0        | 0        | 0        | 0        |          |
| 8                 | Édgar Barreto       | Atalanta Bergamo       | 15.07.1984 | 3        | 0        | 0        | 0        | 0        |          |
| 11                | Jonathan Santana    | VfL Wolfsburg          | 19.10.1981 | 2        | 0        | 1        | 0        | 0        |          |
| 13                | Enrique Vera        | LDU Quito              | 10.03.1979 | 5        | 1        | 1        | 0        | 0        |          |
| 15                | Víctor Cáceres      | Club Libertad          | 25.03.1985 | 3        | 0        | 2        | 0        | 0        |          |
| 16                | Cristian Riveros    | CD Cruz Azul           | 16.10.1982 | 5        | 1        | 1        | 0        | 0        |          |
| 20                | Néstor Ortigoza     | Argentinos Juniors     | 07.10.1984 | 1        | 0        | 0        | 0        | 0        |          |
| Stürmer           |                     |                        |            |          |          |          |          |          |          |
| 7                 | Óscar Cardozo       | Benfica Lissabon       | 20.05.1983 | 5        | 0        | 0        | 0        | 0        |          |
| 9                 | Roque Santa Cruz    | Manchester City        | 16.08.1981 | 5        | 0        | 1        | 0        | 0        |          |
| 10                | Edgar Benítez       | CF Pachuca             | 08.11.1987 | 2        | 0        | 0        | 0        | 0        |          |
| 18                | Nelson Valdez       | Borussia Dortmund      | 28.11.1983 | 5        | 0        | 0        | 0        | 0        |          |
| 19                | Lucas Barrios       | Borussia Dortmund      | 13.11.1984 | 5        | 0        | 0        | 0        | 0        |          |
| 23                | Rodolfo Gamarra     | Club Libertad          | 10.12.1988 | 0        | 0        | 0        | 0        | 0        |          |
| Trainer           |                     |                        |            |          |          |          |          |          |          |
|                   | Gerardo Martino     |                        | 20.11.1962 |          |          |          |          |          |          |

## Vorrunde
In der Vorrunde der Weltmeisterschaft 2010 in Südafrika traf die paraguayische Nationalmannschaft in der Gruppe F auf den amtierenden Weltmeister Italien, die Neuseeland und die Slowakei. Nachdem Paraguay im ersten Spiel dem Gruppenfavoriten Italien ein Unentschieden abgetrotzt hat und danach die Slowaken besiegen konnte, genügte ihnen das Unentschieden im dritten Spiel gegen Neuseeland, um sicher weiterzukommen. Dank der anderen Ergebnisse der Gruppe reichten die 5 Punkte sogar zum Gruppensieg.
- Montag, 14. Juni 2010; 20:30 Uhr in Kapstadt
 Italien –  Paraguay 1:1 (0:1)

- Sonntag, 20. Juni 2010; 13:30 Uhr in Mangaung/Bloemfontein
 Slowakei –  Paraguay 0:2 (0:1)

- Donnerstag, 24. Juni 2010; 16:00 Uhr in Polokwane
 Paraguay –  Neuseeland 0:0

## Finalrunde

### Achtelfinale
Die Auswahl Paraguays traf als Sieger der Gruppe F im Achtelfinale auf Japan, den Zweiten der Gruppe E.
- Dienstag, 29. Juni 2010; 16:00 Uhr in Pretoria
 Paraguay –  Japan 0:0 n. V., 5:3 i. E.

Das Erreichen des Viertelfinales bedeutet den größten Erfolg Paraguays bei Weltmeisterschaften. Der 30. Juni 2010 wurde aus diesem Anlass von Staatspräsident Fernando Armindo Lugo Méndez zu einem nationalen Feiertag ernannt.

### Viertelfinale
- Samstag, 3. Juli 2010; 20:30 Uhr in Johannesburg
 Paraguay –  Spanien 0:1 (0:0)